# کاتناغبیور، کوتایک
کاتناغبیور (به ارمنی: Կաթնաղբյուր) یک شهرک در ارمنستان است که در استان کوتایک واقع شده‌است. کاتناغبیور در ۴۴ کیلومتری جنوب غرب هرازدان، مرکز استان کوتایک واقع شده‌است.

## خصوصیات
کاتناغبیور ۵۷۷ نفر جمعیت دارد و در ارتفاع ۱۴۵۰ متر بالاتر از سطح دریا قرار گرفته‌است.
| سال   | ۱۸۳۱ | ۱۸۹۷ | ۱۹۲۶ | ۱۹۳۹ | ۱۹۵۹ | ۱۹۷۰ | ۱۹۷۹ | ۲۰۰۱ | ۲۰۰۴ |
| جمعیت | ۱۶۰  | ۱۶۹  | ۲۷۹  | ۲۸۵  | ۲۲۸  | ۳۳۰  | ۴۰۰  | ۵۷۷  | ۶۳۷  |

## جاذبه‌های تاریخی

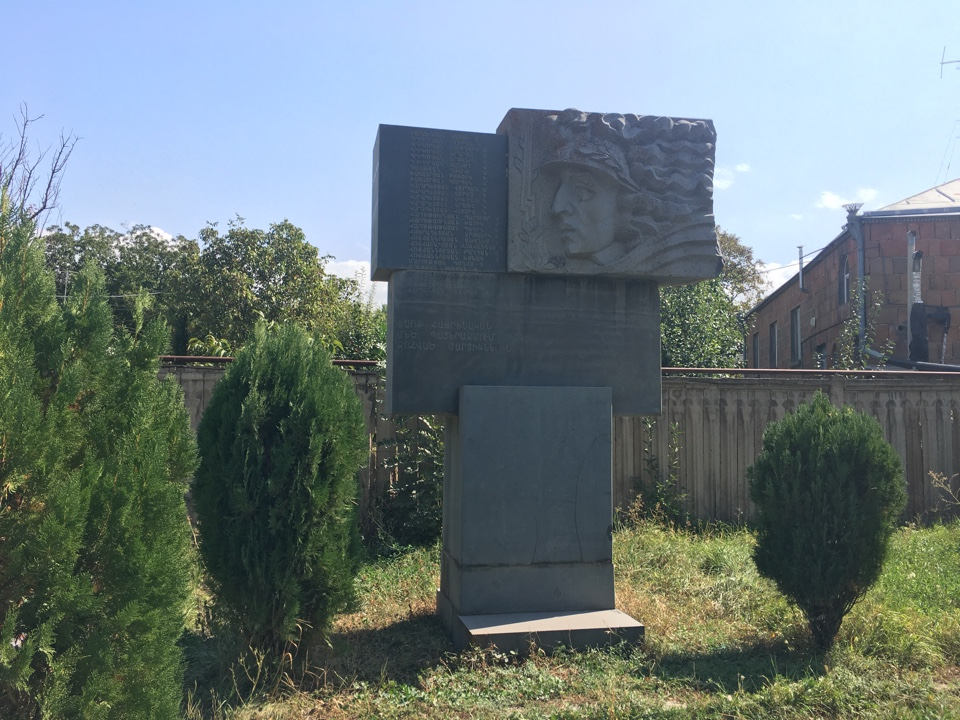